# Embalse de Navacerrada
El embalse de Navacerrada está situado junto al municipio del mismo nombre, a una altitud de unos 1200 m s. n. m., en la zona noroeste de la Comunidad de Madrid (España).
Este embalse, que lleva en servicio desde 1969, está construido sobre el río Samburiel,  también conocido como río San Muriel o río Navacerrada, uno de los principales afluentes del Manzanares, aunque también le surte de aguas el embalse de Navalmedio, ubicado en el Valle de Navalmedio, mediante un canal de trasvase. Este está formado por el arroyo de Matasalgado, que sirve de fuente al río Guadarrama.

## Usos y características técnicas

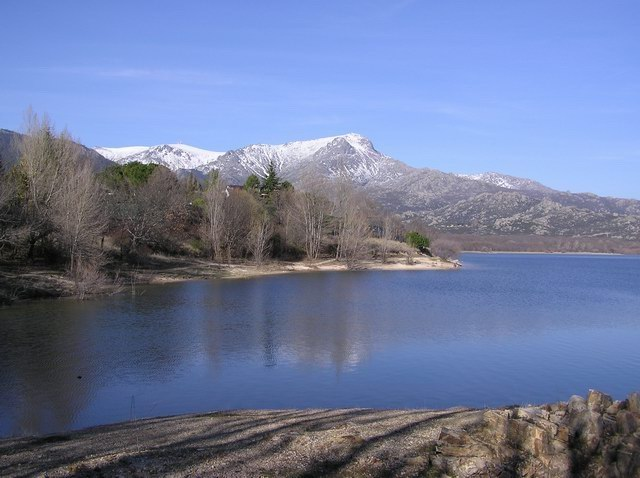
El embalse, flanqueado por las montañas de la Bola del Mundo y de la Maliciosa, que aparecen detrás.

El embalse de Navacerrada es utilizado para abastecer de agua a gran parte de los municipios de la vertiente madrileña de la sierra de Guadarrama.
En los años cincuenta una de las principales carencias que tenían estos pueblos era el abastecimiento de agua. Ante esta situación, el que fuera alcalde de Collado Mediano Jesús Martín Miguel aprovechó una visita del Jefe del Estado Francisco Franco a esta población, para exponerle el problema, prometiendo el dar una pronta solución al asunto, construyendo el embalse, el cual ha contribuido al desarrollo del lado madrileño de la sierra de Guadarrama.
Fue uno de los principales pantanos de CASRAMA (Consorcio de Abastecimiento de Agua y Saneamiento de la Sierra de Guadarrama), compañía que pasó a formar parte de la empresa pública Canal de Isabel II a finales de la década de los ochenta.
Posee una capacidad de 11 hm³ y una superficie máxima de almacenaje de 93 hectáreas. Su presa es de gravedad y de planta curva. Tiene una longitud de coronación de 517 m, una altura de 47 m y dispone de un vertedero de coronación preparado para arrojar 240 m³ por segundo.

## Usos
- En el embalse no está autorizada la práctica de ningún deporte náutico, ni siquiera el baño. En cambio, sí que está permitida la pesca, con el correspondiente permiso. La captura más común es la trucha arco iris, especie conocida científicamente como oncorhynchus mykiss.

- El ayuntamiento de Navacerrada, en cuyo término se encuentra situado, ha adecuado los caminos que rodean al pantano, instalando pasarelas de madera y puentes sobre el río Samburiel y el canal de Navalmedio, que permiten realizar rutas de senderismo de hasta aproximadamente dos horas.